# Огори
Огори (яп. 小郡市 Ого:ри-си) — город в Японии, находящийся в префектуре Фукуока. Площадь города составляет 45,50 км², население — 58 742 человека (1 августа 2014), плотность населения — 1291,03 чел./км².

## Географическое положение
Город расположен на острове Кюсю в префектуре Фукуока региона Кюсю. С ним граничат города Куруме, Тикусино, Тосу и посёлки Тикудзен, Татиараи, Кияма.

## Население
Население города составляет 58 742 человека (1 августа 2014), а плотность — 1291,03 чел./км². Изменение численности населения с 1980 по 2005 годы:
| 1980 | 41 057 чел. |  |
| 1985 | 43 811 чел. |  |
| 1990 | 47 116 чел. |  |
| 1995 | 50 612 чел. |  |
| 2000 | 54 583 чел. |  |
| 2005 | 57 481 чел. |  |

## Символика
Деревом города считается камфорное дерево, цветком — глициния, птицей — белая цапля.